# Jorge Eugenio Rodríguez Álvarez
Jorge Eugenio Rodríguez Álvarez (11 de agosto de 1980, Cee, Provincia de La Coruña, España) es un futbolista español. Juega como defensa central y su actual equipo es el Real Avilés C. F..

## Trayectoria
Formado en las categorías inferiores del Real Club Celta de Vigo, Rodríguez debuta con el primer equipo en la máxima categoría del fútbol español en la temporada 2004-2005. La temporada siguiente milita en el Racing de Ferrol y en el Mérida UD, este último de Liga Adelante, y en la temporada 2006-2007 es fichado por el Ourense. En 2007 Jorge Rodríguez recala en el Zamora CF, equipo con el que juega la fase de ascenso a Liga Adelante, cayendo en la última ronda ante el Rayo Vallecano. En el verano de 2008 firma por el Pontevedra CF, siendo uno de los más destacados del equipo. Aunque las intenciones del jugador pasaban por continuar en la entidad gallega, finalmente optó por aceptar la oferta del Real Oviedo para la próxima temporada con opción a otra en función de diferentes objetivos. Durante su primera temporada en la entidad carbayona el central coruñés disputó un total de 39 encuentros (35 partidos de Liga BBVA Y 2 partidos de la Copa del Rey) y jugó dos partidos correspondientes a la fase de ascenso a Liga Adelante contra su otrora equipo, el Pontevedra CF. Jorge continuará esta temporada 2011-2012 en el conjunto ovetense.
Para la 2012-2013 firma con el Real Avilés C. F., por una temporada con opción a otra más.

## Clubes
| Club                    | País   | División              | Años      | Partidos  | Goles     |
| ----------------------- | ------ | --------------------- | --------- | --------- | --------- |
| Real Club Celta de Vigo | España | Categorías inferiores | ¿¿-1998   | sin datos | sin datos |
| Celta de Vigo B         | España | Tercera División      | 1998-2001 | sin datos | sin datos |
| Celta de Vigo B         | España | Segunda División B    | 2001-2005 | 114       | 18        |
| Celta de Vigo           | España | Liga BBVA             | 2002-2003 | 1         | 0         |
| Celta de Vigo           | España | Liga Adelante         | 2004-2005 | 1         | 0         |
| Racing de Ferrol        | España | Liga Adelante         | 2005-2006 | 12        | 2         |
| Mérida UD               | España | Segunda División B    | 2005-2006 | 16        | 0         |
| CD Ourense              | España | Segunda División B    | 2006-2007 | 33        | 1         |
| Zamora CF               | España | Segunda División B    | 2007–2008 | 39        | 2         |
| Pontevedra CF           | España | Segunda División B    | 2008-2009 | 33        | 0         |
| Real Oviedo             | España | Segunda División B    | 2009-2012 | 85        | 1         |
| Real Avilés C. F.       | España | Segunda División B    | 2012-2013 | 18        | 0         |
| Compostela              | España | Segunda División B    | 2013-2014 | 8         | 0         |

- datos actualizados (17 de enero de 2017)

## Palmarés

### Campeonatos nacionales
| Título          | Club                    | País   | Año  |
| --------------- | ----------------------- | ------ | ---- |
| Copa Federación | R. C. Celta de Vigo "B" | España | 2002 |